# Министерство транспорта, туризма и спорта Ирландии
Министерство транспорта, туризма и спорта Ирландии несет ответственность за транспортную политику и контроль транспортных услуг и инфраструктуры.

## Дочерние органы
- Администрация безопасности дорожного движения
- Агентство по железнодорожный закупкам
- Авиация Ирландии
- Ирландская береговая охрана
- Администрация национальных дорог
- Дублинское Транспортное управление
- Отдел по расследованию авиационных происшествий
- Аэропорт Дублина

## История
- Министерство транспорта и энергетики (1959-1977)
- Министерство туризма и транспорта (1977-1980)
- Министерство транспорта (1980-1987)
- Министерство туризма и транспорта (1987-1991)
- Министерство туризма, транспорта и связи (1991-1993)
- Министерство транспорта, энергетики и связи (1993-1997)
- Министерство общественных предприятий (1997-2002)
- Министерство транспорта (2002-2011)
- Министерство транспорта, туризма и спорта (2011-настоящее время)